# 石井詳悟
石井 詳悟（いしい しょうご）は、日本出身の国際公務員。国際通貨基金（IMF）アジア太平洋地域事務所第4代所長を務めた。国際通貨基金IMFアジア太平洋地域事務所OAP所長石井詳悟国際通貨基金（IMF）アジア太平洋地域事務所（OAP）所長1981年にIMFに着任後、タイ駐在上級代表はじめ、マレーシア、シンガポール及びベトナムのIMF代表団を率いたほか、アジア太平洋局ならびに政策企画審査局（現戦略政策審査局）や金融為替局（現金融資本市場局）の要職を歴任した。また、1989年から92年までは日本輸出入銀行（現国際協力銀行）で参事役を務めた。南山大学経済学部、同大学院修士課程を経て、オレゴン大学で博士号を取得。IMFアジア太平洋地域事務所（OAP）はアジア太平洋局に属し、アジア太平洋地域における経済・金融動向のモニタリングをし、アジア地域に焦点を合わせたIMFのサーベイランスを支援しています。また、金融協力に関する各種地域フォーラムへの参加を通じ、地域におけるIMFの活動に貢献する役割を担っています。さらに、会議やセミナー等の開催および参加を通じ、IMFの活動の中核的事項に関する最近の問題を討議する場を提供しています

## 人物・経歴
南山大学経済学部卒業。南山大学大学院修士課程修了、経済学修士。オレゴン大学でPh.D. in Economicsを取得。国際通貨基金タイ駐在上級代表や、日本輸出入銀行参事役等を経て、2010年から国際通貨基金アジア太平洋地域事務所（OAP）所長を務めた。退任後、国際大学客員教授。1989年から92年までは日本輸出入銀行（現 国際協力銀行）で参事役を務めた。南山大学経済学部、 同大学院修士課程を経て、オレゴン大学で博士号を取得。